# أمنمحات (كاهن آمون الأكبر)
أمنمحات كان كاهنًا أكبر لآمون في الكرنك، في عهد الملك أمنحتب الثاني من الأسرة المصرية الثامنة عشر.
كان أمنمحات ابن الكاهن المطهر والمشرف على صانعي الصنادل لأمون، تحوتي حتب. تشهد على وجوده العديد من المخاريط الجنازية المعروضة حاليًا في كلية لندن الجامعية (UC 37551) وفي متحف المتروبوليتان للفنون في نيويورك. كما ترك نقشًا يوضح مسيرته المهنية في جبل السلسلة. من المحتمل أنه دُفن في المقبرة رقم TT97 في القرنة، بالقرب من طيبة / الأقصر.